# Vedrana Rudan
Vedrana Rudan (Opatija, 29. listopada 1949.) hrvatska je književnica, novinarka i društvena kritičarka.

## Životopis
Završila je hrvatski i njemački jezik na Pedagoškoj akademiji u Rijeci. Bila je učiteljica, turistički vodič, prodavala je sladoled, radila je kao novinarka za više hrvatskih novina. Radila je kao urednica na Hrvatskome radiju i bila voditeljica televizijske emisije. 1991. dobila je otkaz. Prvostupanjskom sudskom presudom 1993. vraćena je na posao, ali je uskoro sama dala otkaz. U siječnju 2009. dobila je otkaz na Novoj TV.
Piše kratkim i britkim stilom. Članica je Hrvatskog društva pisaca.
Objavila je djela koje su prevedena na: engleski, mađarski, slovenski, poljski, francuski, talijanski, ruski i makedonski jezik. U Rusiji joj je prevedeno nekoliko knjiga, a u Americi nekoliko priča i knjiga. Kazališne predstave dramatizirane prema njezinim knjigama igrane su u: Rijeci, Zagrebu, Beogradu, Varšavi, Londonu, Santa Monici, Budimpešti.

## Stavovi
Pojedini mediji optužuju Vedranu Rudan za antisemitizam. U svojoj kolumni u Nacionalu napisala je kako hrvatski Židovi hrvatske nacionaliste etiketiraju kao fašiste, a istodobno podržavaju one koji imaju bliske veze s Izraelom. Rudan je 2009. na Dan sjećanja na holokaust na Novoj TV usporedila stanje u Gazi s holokaustom. Zbog toga je prekinuta njezina suradnja s Novom TV, a Rudan je ustvrdila da je razlog tomu članstvo vlasnika Nove TV u Svjetskom židovskom kongresu.
Više je puta u svojim javnim nastupima Katoličku Crkvu nazvala "zločinačkom organizacijom".
Nerijetko u svojim kolumnama i pojavljivanjima u medijima optužuje SAD za poticanje ratnih sukoba i nemira na svjetskoj razini. Iznimno kritički se postavlja prema ulozi Baracka Obame i Joe Bidena u ratnim previranjima. Drukčije mišljenje ima o bivšem predsjedniku Donaldu Trumpu za kojeg nije skrivala javne simpatije, ističući da njegova vladavina nije bila "ogrnuta demokratskim fašizmom" kao što je to bio slučaj kod njegovih prethodnika i nasljednika.
Pisala je i o invaziji Rusije na Ukrajinu 2022. Smatra da se ne radi o ratu između Rusije i Ukrajine, već Rusije i SAD-a. Drži da je odgovornost i krivnja SAD-a znatno veća od ruske te Vladimira Putina ne smatra pokretačem rata. U kolumni Zimmer frei optužuje ukrajinskog predsjednika Volodimira Zelenskog, da je "licemjer" jer navodno iznajmljuje vile u inozemstvu ruskim državljanima.
Između ostalog, Rudan se protivi posvajanju djece iz siromašnih (afričkih) zemalja, navodeći da to "najčešće jest kriminal i svi to znamo". U kolumni Pošto crna beba?, koju je objavila u siječnju 2023., kritizirala je skupinu hrvatskih građana, inače blisku lijevoj političkoj stranci Možemo!, koju je uslijed pokušaja posvajanja djece iz DR Konga pritvorila zambijska vlast, i to zbog sumnje u trgovinu ljudima. Njihov čin, kao i slične činove, Rudan povezuje s rasizmom, robovlasništvom, bjelačkom nadmoći, lažnom humanosti i sl.
Potpisnca je Deklaracije o zajedničkom jeziku, u kojoj se tvrdi da se u Hrvatskoj, Bosni i Hercegovini, Srbiji i Crnoj Gori govore nacionalne standardne varijante zajedničkog policentričnog standardnog jezika.

## Osobni život
U emisiji Nedjeljom u dva u ožujku 2025. s Aleksandrom Stankovićem otkrila je da boluje od rijetke vrste karcinoma. Pred sam kraj emisije izjavila je: "Želim reći da ima jako puno ljudi koji me vole i da ja volim njih. I da sam besmrtna. Neka moju smrt shvate kao odlazak na područje bez signala."

## Djela
- Uho, grlo, nož (Zagreb, 2002.)
- Ljubav na posljednji pogled (Zagreb, 2003.)
- Ja, nevjernica (Zagreb, 2005.)
- Crnci u Firenci (Zagreb, 2006.)
- Kad je žena kurva, kad je muškarac peder (Zagreb, 2008.)
- Strah od pletenja (Zagreb, 2009.)
- Dabogda te majka rodila (Zagreb, 2010.)
- Kosturi okruga Madison (Zagreb, 2012.)
- U zemlji krvi i idiota (Zagreb, 2013.)
- Amaruši (Zagreb, 2013.)
- Zašto psujem (Beograd, 2015.)
- Muškarac u grlu (Beograd, 2016.)
- Život bez krpelja (Beograd, 2018.)
- Ples oko sunca: autobiografija (Beograd, 2019.)
- Dnevnik bijesne domaćice: predgovor novom izdanju (Beograd, 2020.)
- Puding od vanilije (Beograd, 2021.)
- Doživotna robija (Beograd, 2022.)
- Besplatna dostava (Beograd, 2023.)

## Vanjske povezice
- Mrežnik (rudan.info)
- Popis objavljenih tekstova u Nacionalu
- Uživam dva ugleda - interview („Politika“, 18. prosinca 2011)
- Vedrana Rudan: Sita sam mržnje koja me okružuje („Večernje novosti“, 30. kolovoza 2015)